# Plantago bellardii
Plantago bellardii é uma espécie de planta com flor pertencente à família Plantaginaceae. 
A autoridade científica da espécie é All., tendo sido publicada em Fl. Pedem. i. 82. t. 85. f. 3. 1785.
Os seus nomes comuns são tanchagem ou tanchagem-do-belárdio.

## Portugal
Trata-se de uma espécie presente no território português, nomeadamente em Portugal Continental e no Arquipélago da Madeira.
Em termos de naturalidade é nativa em Portugal Continental e introduzida no Arquipélago da Madeira.

## Protecção
Não se encontra protegida por legislação portuguesa ou da Comunidade Europeia.